# Jamkowatość pnia drzew pestkowych
Jamkowatość pnia drzew pestkowych (ang. tomato ringspot) – choroba drzew pestkowych wywoływana przez wirusa pierścieniowej plamistości pomidora (Tomato ringspot virus, ToRSV).

## Występowanie i szkodliwość
Wirus ToRSV atakuje wiele drzew pestkowych: brzoskwinie, migdały, czereśnie, wiśnie, nektarynki i śliwy. Objawy ich porażenia stopniowo rozprzestrzeniają się od miejsca zaszczepienia po koronie drzew. Gałęzie zaczynają się ogałacać z liści i pączków od dołu gałęzi w górę, gdy wirus zabija gałązki i małe gałęzie. Porażone liście mają wygląd liści wiązu, ponieważ wydatne, białawe nerwy są ustawione pod kątem prostym do nerwu głównego. Na spodniej stronie tych liści wzdłuż nerwu głównego rozwijają się liściowate narośla (enacje). Porażone drzewa rozwijają liście później niż zwykle. Liście są jasnozielone lub żółtawe i więdną wczesnym latem. Późnym latem liście mogą przedwcześnie przybrać czerwonawe lub fioletowe zabarwienie jesienne. Wielkość i plon owoców są znacznie zmniejszone, a owoce mogą przedwcześnie opadać.
Objawy na liściach i owocach są spowodowane reakcją w miejscu szczepienia, która zakłóca przepływ wody i składników odżywczych. Słaba dostępność wody powoduje na liściach objawy podobne do tych wywoływanych przez patogeny grzybowe lub gryzonie niszczące korzenie. Charakterystyczną cechą tej choroby jest wyjątkowo gruba i gąbczasta kora u podstawy drzewa tuż nad i pod linią gleby. Drewno pod korą jest głęboko żłobione i żebrowane. Może być tak osłabione, że drzewo się przewróci.

## Epidemiologia
Wirus ToRSV atakuje wiele roślin uprawnych. Wśród roślin uprawianych w Polsce powoduje jamkowatość pnia drzew pestkowych, pierścieniową plamistość jabłek i pierścieniową plamistość pomidora.
W drzewach pestkowych wirus TRV rozprzestrzenia się poprzez okulizację i szczepienie oraz przez żyjące w glebie nicienie, Xiphinema spp. Wirus jest przenoszony także przez nasiona mniszka lekarskiego Taraxacum officinale i infekuje wiele innych chwastów z grupy dwuliściennych. Nicienie pobierają wirusa żywiąc się korzeniami zakażonych nim chwastów. Larwy Xiphinema pozostają zakaźne aż do wylinki. Dorosłe osobniki pozostają zakaźne przez 3 do 8 miesięcy. Choroba może rozprzestrzeniać się w sadzie także przez wodę glebową. Nawadnianie sprzyja rozprzestrzenianiu się znicieni, a wraz z nimi choroby.
Podatne na jamkowatość pnia podkładki zarażają się wirusem, gdy zakażone nicienie żywią się ich korzeniami. Wirus przesuwa się w korzeniach z sokami rośliny w górę, aż dotrze do zrostu przeszczepu. W podatnych zrazach wirus dalej powoli przesuwa się w górę, infekując pąki i powodując objawy w miarę postępu. U śliwek wirus powoduje wżery w bielu, ale zaatakowane drzewa zwykle umierają, zanim wirus dotrze do najniższych gałęzi.

## Ochrona
Zapobieganie jamkowatości pnia drzew pestkowych wymaga użycia pozbawionego wirusów materiału do sadzenia, sadzenia odpornych podkładek tam, gdzie to możliwe, usuwania chorych drzew, kontrolowania wektora nicieni i ścisłej sanitacji, aby uniknąć rozprzestrzeniania się nicieni w porażonej glebie.
Gdy w sadzie rozwinie się choroba, należy usunąć z kolejnych dwóch rzędów zarażone drzewa i drzewa przyległe, które mogą być już zakażone wirusem. Jeśli nie usuwa się od razu pniaków, należy niszczyć kiełkujące odrosty. Zapobiega to pozostawaniu korzeni przy życiu i utrzymywaniu przy życiu nicieni będących ich wektorami. Podczas usuwania drzew z sadu należy uważać, by wraz z nimi nie przesuwać gleby. Ziemię pozostawia się odłogiem na 2 lata, aby wszystkie pozostałe fragmenty korzeni i nicienie wyginęły. Zwalczać należy chwasty w okresie odłogowania, ponieważ mogą być gospodarzem zarówno dla nicieni, jak i wirusa. Przed ponownym nasadzeniem drzew pestkowych w tym miejscu należy odkazić glebę lub użyć sadzonek na odpornych podkładkach (pewną odporność mają podkładki ‘Colt’). Jeśli choroba opanowała duże obszary w sadzie, prawdopodobnie najlepiej jest wyciąć cały sad.